# Springtime (guitare)

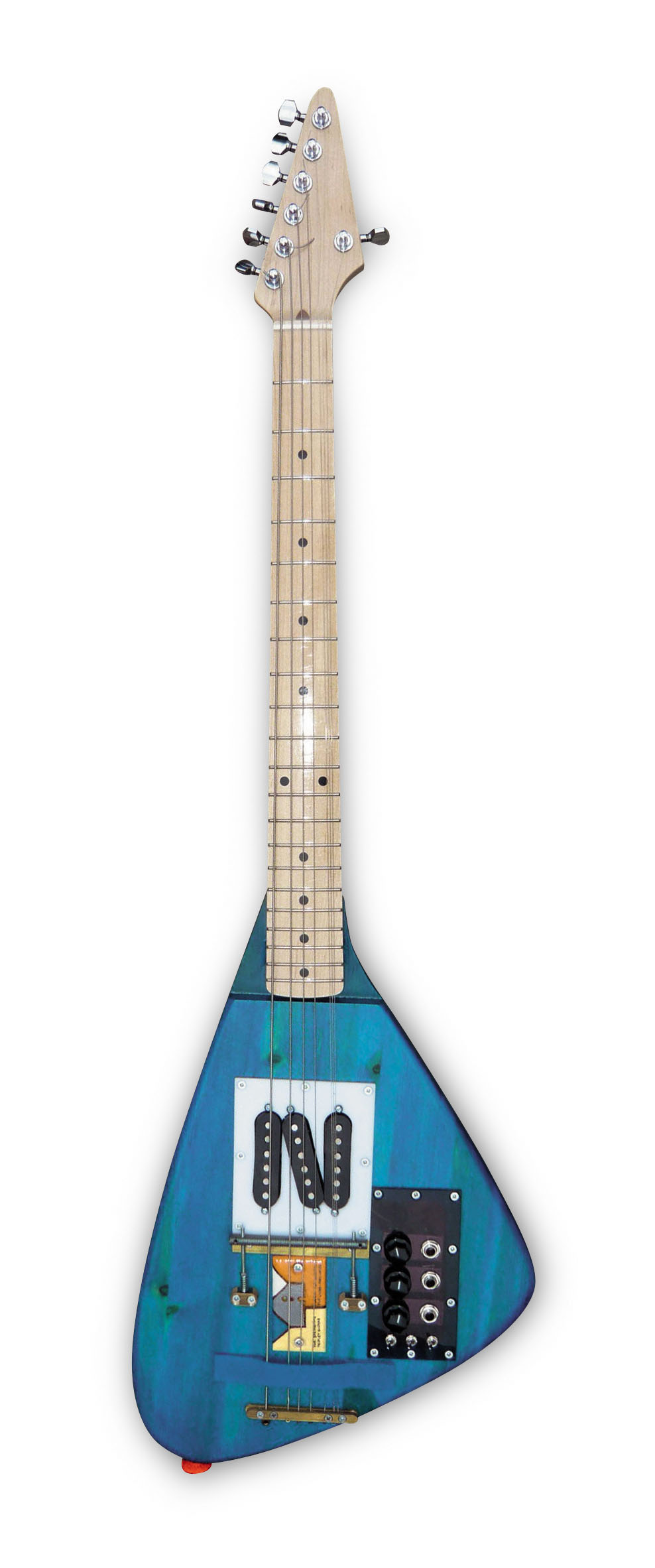
Springtime, 2008

La Springtime est un instrument de musique fabriqué par Yuri Landman. Il fut créé pour Laura-Mary Carter du groupe Blood Red Shoes.
L'instrument comporte sept cordes, organisées en trois groupes : 
- une corde de basse, accordée en Si
- 3 cordes de guitare, accordées en quarte comme sur une guitare, Mi La Ré
- et un chœur de 3 cordes accordées à l'unisson, en Si

Les trois micros sont inclinés et l'instrument a trois sorties.  Il est possible de combiner les 3 sorties, avec trois amplificateurs. 

## La Springtime II
Lou Barlow (Dinosaur Jr et Sebadoh) possède la Springtime II. C'est une Springtime alternative avec quatre micros et 6 cordes, mais 8 mécaniques, deux étant en réserve, dépourvues de cordes. La guitare de Barlow est bleue. La Springtime II de Barlow est accordée comme une basse, les deux cordes basses étant doublées.

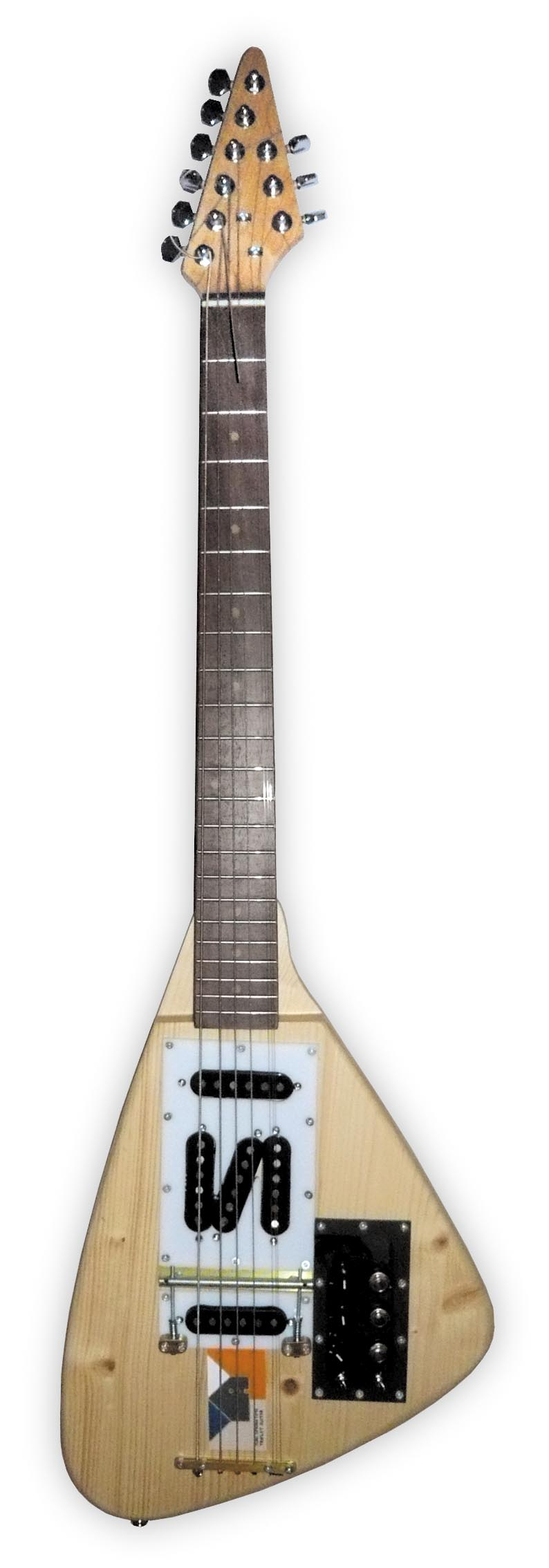
La Springtime de Mauro, 2008

Landman a aussi créé une Springtime avec cinq single coils et 9 mécaniques pour Mauro Pawlowski de dEUS. En 2009 il a fini une variante de la Springtime, la Twister, pour John Schmersal d'Enon. La Twister a des manches scallopés comme les guitares de Yngwie Malmsteen.

## Sources
1. ↑  « bloodredshoes.co.uk/links.php »(Archive.org • Wikiwix • Archive.is • Google • Que faire ?).
2. ↑  « http://www.vintageguitar.com/newswire/detail.asp?newsID=603 »(Archive.org • Wikiwix • Archive.is • Google • Que faire ?) Trois articles en modernguitars.com, vintageguitars.com et le website of L'Institut National de Pop et Rock Music Néerlandais
3. ↑  La Springtime II de Lou Barlow.

- Article myownmusicindustry.nl (nl)
- Article VPRO, 3voor12 website (nl)